# Maison de Momir Pucarević à Drmanovići
La maison de Momir Pucarević à Drmanovići (en serbe cyrillique : Кућа народног хероја Момира Пуцаревића ; en serbe latin : Kuća narodnog heroja Momira Pucarevića) se trouve à Drmanovići, dans la municipalité de Nova Varoš et dans le district de Zlatibor, en Serbie. Elle est inscrite sur la liste des monuments culturels protégés de la république de Serbie (identifiant no SK 518).

## Présentation
La maison du héros national Momir Pucarević (1918-1942) a été construite au début du XXe siècle comme un nouveau type de maison familiale modeste dans la région de Nova Varoš.
En plus de sa valeur ethnographique, le fait que le héros national le plus célèbre de la région de Nova Varoš est né dans cette maison lui confère un caractère historique et commémoratif. Momir Pucarević, en tant que lieutenant-ingénieur, a fait partie de l'armée du royaume de Yougoslavie jusqu'en 1941. Il a participé activement à la Lutte de libération nationale dès les premiers jours du soulèvement. Il est mort lors de la bataille de Livno le 6 juillet 1942.